# Кудрявцев, Марк Карпович
Марк Карпович Кудрявцев (28 марта 1901, Буково, Смоленская губерния — 1984, Москва) — советский военачальник, генерал-лейтенант.

## Биография
Родился 28 марта 1901 года в деревне Буково Покровской волости Бельского уезда Смоленской губернии (ныне в Холм-Жирковском районе Смоленской области).
В РККА с 16 ноября 1919 года. Член ВКП(б) с 1925 года.
16 ноября 1919 года добровольно вступает в РККА красноармейцем в отряд войск ВЧК г. Белый.
С 1922 по 1923 год — курсант 7-х Витебских пехотных командных курсов. С ноября 1923 года — командир роты, с сентября 1924 года — помощник командира взвода, с января 1925 года — командир взвода 70-го стрелкового полка.
С 1 сентября 1925 по 1 сентября 1929 года — слушатель Военно-топографической школы РККА. С сентября 1929 года — топограф 2-го, с декабря 1930 года — топограф 1-го разряда 6-го Военно-топографического отряда Ленинградского военного округа. С 4 мая 1931 года — врид. военного комиссара этого отряда, а с 6 августа 1931 года вступил в исполнение должности.
С 25 ноября 1931 года — слушатель военно-геодезического факультета Московского геодезического института. С 1 сентября 1932 года — слушатель геодезического факультета Военно-инженерной академии РККА. Летом 1933 года был командирован в Таджикско-Памирскую экспедицию АН СССР для производства геодезических и фототеодолитных работ на Памире. После окончания Академии 1 мая 1935 года по 1-му разряду Кудрявцев М. К. был назначен адъюнктом кафедры фотограмметрии геодезического факультета Военно-инженерной академии РККА имени В. В. Куйбышева.
С 1937 года — в Генеральном штабе РККА. С 10 августа 1937 года — военком 7-го (топографического) отдела Генштаба РККА. С 5 октября 1938 года — и. о., а с 28 сентября 1939 года — начальник 7-го (топографического) отдела Генштаба РККА. 11 октября 1939 года был допущен к временному исполнению должности начальника, а с 29 марта 1940 года становится начальником Управления Военно-топографической службы ГШ КА.26 июля 1940 года бригинженер Кудрявцев назначен начальником Военно-топографического управления Генерального штаба.
Во время Великой Отечественной войны непосредственно в действующей армии не был. На протяжении всей войны отвечал за обеспечение войск картографическими материалами (на фронт были отправлены 38 000 000 экземпляров карт). По заданиям начальника ГШ выезжал в служебные командировки на Брянский, Юго-Западный, Ленинградский и Закавказский фронты.
Генерал-лейтенант М. К. Кудрявцев внес значительный вклад в развитие и совершенствование топогеодезического обеспечения ВС СССР, частей ВТС, подготовку научных и офицерских кадров. Пользовался непререкаемым авторитетом и уважением не только в ВТУ ГШ и в частях ВТС, но и в ГШ ВС СССР. Был постоянным членом Коллегии Главного управления геодезии и картографии при Совете Министров СССР.
2 марта 1968 года генерал-лейтенант М. К. Кудрявцев зачислен в распоряжение Генерального штаба ВС СССР и 19 июля 1968 года был уволен из рядов ВС СССР в отставку (по болезни).
Автор нескольких монографий и статей по истории развития военно-топографической службы.
Скончался 28 января 1984 года в Москве. Похоронен на Кунцевском кладбище Москвы.

## Воинские звания
- Военинженер 3-го ранга (13.01.1936);
- Военинженер 1-го ранга;
- Бригинженер (25.04.1940)[3];
- Генерал-майор технических войск (21.05.1942)[4];
- Генерал-лейтенант технических войск (01.09.1943)[5].

## Избранные труды
- Кудрявцев М. К.  Применение объектива ЛИАР-6 при контурно-комбинированной аэросъемке. — М.: Воен.-инж. акад. им. В. В. Куйбышева, 1938. — 95 с.
- Кудрявцев М. К.  О военно-топографической службе и топогеодезическом обеспечении войск. — 1980.

## Награды
- Орден Ленина
- Три ордена Красного Знамени (1942, 1944, 1944)
- Орден Кутузова 1-й степени (1945)
- Два ордена Отечественной войны I степени (1943, 31.7.1944 — за успешное выполнение заданий Верховного Главнокомандования[6])
- Орден Красной Звезды (1944)
- орден «Знак Почёта» (22.2.1938) — за выдающиеся успехи и достижения в боевой, политической и технической подготовке[7]
- Ряд медалей СССР